# Дамян Касапов
Дамян (Даме) Наумов Касапов е български революционер, деец на Вътрешната македоно-одринска революционна организация.

## Биография
Дамян Касапов е роден в 1877 година в Смилево, Османската империя, днес Северна Македония. Завършва IV клас на българската гимназия в Битоля и работи като учител. Влиза във ВМОРО в 1899 година. През Илинденско-Преображенското въстание е войвода на чета и взема участие в сраженията при Смилево. При избухването на Балканската война в 1912 година е доброволец в Македоно-одринското опълчение и служи в Щаба на I бригада. През Първата световна война е подофицер в 11 дивизия.
През 1931 година е избран в Ръководното тяло на Илинденската организация на шестия ѝ редовен конгрес.